# Андриановка (Башкортостан)
Андриа́новка (баш. Андриановка) — деревня в Альшеевском районе Республики Башкортостан России. Входит в состав Аксёновского сельсовета.

## Географическое положение
Расстояние до:
- районного центра (Раевский): 38 км,
- центра сельсовета (Аксёново): 13 км,
- ближайшей железнодорожной станции (Аксеново): 13 км

## История
До 2008 года деревня входила в состав упразднённого Кайраклинского сельсовета.

## Население
| 2002 | 2009 | 2010 |
| ---- | ---- | ---- |
| 85   | ↘58  | ↘53  |

### Национальный состав
Согласно переписи 2002 года, преобладающая национальность — чуваши (97 %).